# Plumularia meganema
Plumularia meganema är en nässeldjursart som beskrevs av John Fraser 1948. Plumularia meganema ingår i släktet Plumularia och familjen Plumulariidae. Inga underarter finns listade i Catalogue of Life.